# 개마국
개마국(蓋馬國)은 한국의 고대 부족 국가이다. 26년에 고구려 대무신왕이 직접 군대를 이끌고 개마국을 정벌했으며 이후 고구려에 복속되었다.